# Okemesi-Ekiti
Okemesi-Ekiti és una ciutat de Nigèria a l'estat d'Ekiti. Fou centre d'un dels antics regnes ekitis, que són un subgrup dels iorubes, anomenat Okemesi. La ciutat té uns 30.000 habitants, i encara que està dins de l'estat d'Ekiti, està a tocar de l'estat d'Osun i a menys de 5 km per carretera.

## Història
El regne d'Okemesi (el seu nom anterior fou Imesi Igbodo) va tenir origen en una emigració d'Ile-Ife, l'antiga seu d'Oduduwa i llar ancestral de la nació ioruba. A partir dels registres històrics, no hi ha relació de sang entre Okemesi, Imesi-Ile, Ile-Ife i Il·lesa. Tradicionalment es diu que els emigrants d'Ife es van establir a Imesi-Oke però que després una part de la gent pel desig d'aventura o per protegir-se d'atacs va deixar el turó d'Imesi (Imesi-Oke) i es va establir a la vall, a la moderna Okemesi. Els que van restar a Imesi formen avui dia la ciutat d'Imesi-Ile a l'estat d'Osun.
Ibadan va posar setge a Efon vers 1851-1852. La ciutat no podia resistir sola i va demanar ajut als veïns però moltes ciutats ja havien estat atacades abans per Ibadan (i més abans per Ilorin) i s'havien debilitat; Ogutun havia estat derrotada per Ibadan que només havia deixat vius 32 persones i un gos en tota la ciutat; ciutats com Aramoko, Ijero i Imesi-Igbodo (avui Okemesi o Okemesi-Ekiti) ja eren molt dèbils. Només Ido-Irapa, Apa-Ipole (ara Ipole-Iloro) i Uwaji (poblacions que pertanyien a Efon) van poder enviar ajut militar però no van poder impedir la caigiuda d'Efon en mans d'Ibadan (1854). Efon fou saquejada i el rei (alaaye) va haver de fugir i refugiar-se a Ugbole Aaye, la seva antiga residència; una seriosa fam va afectar Efon com a resultat de la lluita.
El 1862 es va presentar una oportunitat per al regne d'Ijesa d'imposar el seu domini sobre Efon, cosa que ambicionava feia temps. La primera batalla es va lliurar a Ido-Gongo, un suburbi d'Efon (uns 8 km als sud-oest); la guerra va seguir i l'alaaye Oba Ajogede va demanar ajut a les poblacions veïnes de Ogotun i Imesi-Igbodo (Okemesi); també Ijesa havia enviat missatgers a aquests veïns per procurar la seva neutralitat. Ogotun i Okemesi van anunciar que no volien participar en la guerra i serien neutrals; però l'oba d'Imesi Igbodo (Okemesi), Oba Aponlose, va vulnerar aquest acord i va permetre l'ajut a Efon sota la direcció del seu germà Adesoye(tot i la neutralitat, les dues ciutats eren favorables a Efon) que va aixercar un gran exèrcit, i a Ogotun un cap militar anomenat Osunsami va organitzar una força de voluntaris; altres ciutats van fer el mateix. Forces combinades d'Efon, Uwaji, Apa-Ipole i Ido-Gongo (ciutats satel·lits d'Efon) van marxar contra l'exèrcit d'Ijesa. La població d' Ido-Irapa (ara Ido Ajinnare) un suposat aliat d'Efon, va revelar aquests moviments a Ijesa; Fins i tot en el front de batalla les forces d'Ido-Irapa disparaven "popondo" (mongetes) a les forces d'Ijesa en lloc de les armes de foc que Efon els havia proporcionat.
La guerra fou sagnant i va durar tres anys; després de més d'un any els aliats d'Efon van començar a estar cansats de la guerra i van fer una retirada tàctica cap al sud, en direcció a Ogotun. Efon ja estava molt debilitada i va sucumbior (1863). Com a revenja per la seva ajuda a Efon, l'exèrcit d'Ijesa va saquejar Imesi Igbodo i es va emportar tota la riquesa que va poder.
La guerra d'Ekitiparapo es va iniciar el 1877. l'Aliança Ekitiparapo va ser formada pel Balogun Fabunmi d'Imesi Igbodo (Okemesi) contra Ibadan. Es diu que Fabunmi d'Imesi Igbodo habitualment executava als missatgers que li enviava Are Latosa d'Ibadan, però possiblement només es van produir un parell d'incidents. El 1878 l'ambaixador enviat per Imesi Igbodo a Ibadan per assegurar que el regne no s'unirià a la alianza Ekitiparapo, va ser mort al seu retorn per la població, que estava a favor de l'aliança. Aquesta guerra va provocar milers de morts, i va anar seguida de la fam que va provocar més morts; la gent havia de menjar herbes i arrels. La guerra va acabar el 1893 i fou popularment coneguda com a Guerra de Kiriji. El 1893 els britànics van imposar la pau a tota Iorubalàndia.
El rei tradicional (títol "Owa Ooye") de Okemesi Ekiti és Oba Adedeji Gbadebo.